# 258 Тіхе
258 Тіхе (258 Tyche) — астероїд головного поясу, відкритий 4 травня 1886 року Робертом Лютером у Дюссельдорфі.